# Gintro
Gintro (daw. Gunter, Guntere) – osada w Polsce w województwie pomorskim, w powiecie sztumskim, w gminie Stary Targ. Wieś wchodzi w skład sołectwa Szropy. Leży nad Strugą Młyńską.
Miejscowość powstała jako osada folwarczna składająca się z dworu, parku oraz budynków gospodarczych i inwentarskich. Na północny wschód znajdowały się czworaki. Na początku XV wieku właścicielem miejscowości był Gunter von Gunter. Jego rodzina później nazywała się Gintryńscy. W 1773, po prawdopodobnym wcześniejszym spustoszeniu spowodowanym wojną, folwark został założony na nowo. W XIX wieku Gintro było przyłączone jako mleczarnia do Czernina, a jego posiadaczem był Franciszek Donimirski. Wśród kilkunastu mieszkańców przeważały wówczas osoby wyznania ewangelickiego. Przez miejscowość przebiegała funkcjonująca w latach 1893–2000 linia kolejowa między Malborkiem a Małdytami. Dawny układ przestrzenny Gintra nie został zachowany, podobnie jak park oraz zabudowania gospodarcze folwarku. Dwór został mocno przebudowany w latach 30. XX wieku. Oprócz niego zachowało się kilka innych budynków z tego okresu.
W latach 1945–1975 miejscowość administracyjnie należała do województwa gdańskiego, a w latach 1975–1998 do województwa elbląskiego.